# Biard
 Biard  es una población y comuna francesa situada en la región de Poitou-Charentes, departamento de Vienne, en el distrito de Poitiers y cantón de Poitiers-6.
Entre 1819 y 1847 estuvo integrada en Vouneuil-sous-Biard

## Demografía
| 196                       | 139 | 167 | ... | ... | ... | ... | 615 | 670 | 701 | 689 | 629 | 648 | 699 | 762 | 1 053 | 742 | 805 | 806 | 836 | 848 | 940 | 1 003 | 997 | 1 224 | 1 287 | 1 209 | 1 121 | 1 173 | 1 244 | 1 264 | 1 501 | 1 549 | 1 585 |
| (Fuente: Cassini e INSEE) |     |     |     |     |     |     |     |     |     |     |     |     |     |     |       |     |     |     |     |     |     |       |     |       |       |       |       |       |       |       |       |       |       |